# Петя Банкова
Петя Маринова Банкова-Тенева е български полицай. След дългогодишна работа в Държавна агенция „Национална сигурност“ (ДАНС) на 20 февруари 2024 година е назначена за директор на Агенция „Митници“, а на 3 април същата година е арестувана по разследване на ДАНС за корупция и контрабанда.

## Биография
Петя Банкова е родена на 23 февруари 1979 година. През 1998 година завършва езикова гимназия с основен език френски, за който получава Акредитирана диплома[ неясно? ] от Република Франция. През 2002 година получава бакалавърска степен по специалността „Противодействие на престъпността и опазване на обществения ред“ в Академията на Министерството на вътрешните работи в София.
След дипломирането си Банкова е назначена в Дирекция „Оперативно-техническа информация“, службата на вътрешното министерство за прилагане на специални разузнавателни средства. През 2007 година започва работа в Националната служба „Сигурност“, където остава и след преобразуването ѝ в ДАНС. В агенцията тя преминава през всички нива на служебната йерархия до длъжност началник на отдел в специализирана дирекция. През 2008 година защитава магистратура в Югозападния университет в Благоевград, а през 2009 година получава и свидетелство за юридическа правоспособност. Завършва и множество курсове за повишаване на квалификацията у нас, в държави членки на ЕС и в САЩ на теми „Миграционни потоци“, „Планиране на операции с висок риск“, „Идентифициране и разкриване на радикални екстремисти“, „Планиране на операции за борба с тероризма и провеждане на мисии“, „Извличане на разузнаване“, „Насочване, планиране и ръководене на операции за борба с тероризма“, „Интервюиране, дебрифинг и извличане на информация“, „Принципи и методи на разузнаването“, „Глобализация на тероризма“.
През 2021 година Петя Банкова защитава докторат по национална сигурност в Университета по библиотекознание и информационни технологии с дисертация на тема „Методика за обработка на информация за изучаване на обекти, представляващи интерес за националната сигурност“. Понастоящем[ неясно? ] е студентка задочно обучение във Военната академия „Георги Раковски“ в София в магистърска специалност с направление „Психология“, като паралелно се обучава и в Института по психосоматика интегративна психотерапия.
През август 2023 година Банкова е назначена за заместник-директор, а на 20 февруари 2024 година – за директор на Агенция „Митници“ от финансовия министър Асен Василев.